# Xã Jackson, Quận Butler, Pennsylvania
Xã Jackson (tiếng Anh: Jackson Township) là một xã thuộc quận Butler, tiểu bang Pennsylvania, Hoa Kỳ. Năm 2010, dân số của xã này là 3.657 người.